# Johan Michaël Schmidt Crans
Johan Michaël Schmidt Crans (Rotterdam, 30 april 1830 - Den Haag, 14 november 1907) was een Nederlandse spotprenttekenaar, historie- en genreschilder, etser en lithograaf.

## Biografie
Schmidt Crans was leerling aan de Academie van Beeldende Kunsten en Technische Wetenschappen in Rotterdam van Jan Hendrik van de Laar en in Parijs van Ary Scheffer. Hij woonde en werkte in Rotterdam en vanaf 1861 in Den Haag. 
In 1871 ontving hij voor zijn werk "De slachtoffers van de oorlog" de stedelijke medaille van Amsterdam. Hij was lid van het Amsterdamse genootschap Arti et Amicitiae en het Haagse Pulchri Studio.
In 1873 werd hij docent aan de Koninklijke Academie van Beeldende Kunsten in Den Haag. Zijn leerlingen waren onder meer Johannes Martinus Bach, Siebe ten Cate, Wilhelmus Petrus van Geldrop, Johannes Karel Leurs, Marinus van der Maarel en Kees van Waning.
Schmidt Crans tekende jarenlang wekelijks spotprenten voor De Nederlandsche Spectator. Ook vele spotprenten in het Humoristisch Album en Uilenspiegel kwamen van zijn hand.

## Galerij

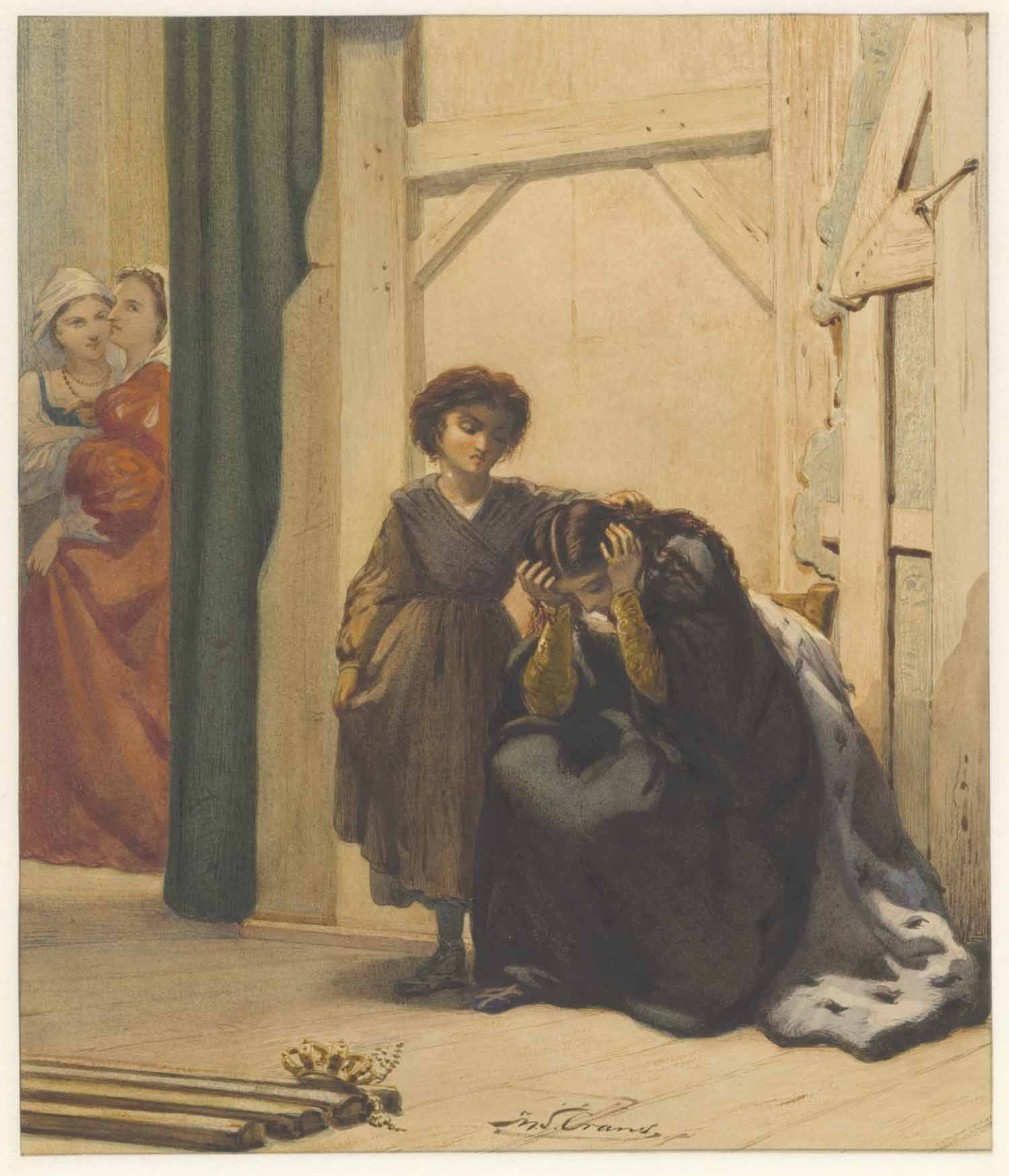
De uitgefloten toneelspeelster (1850-1860)
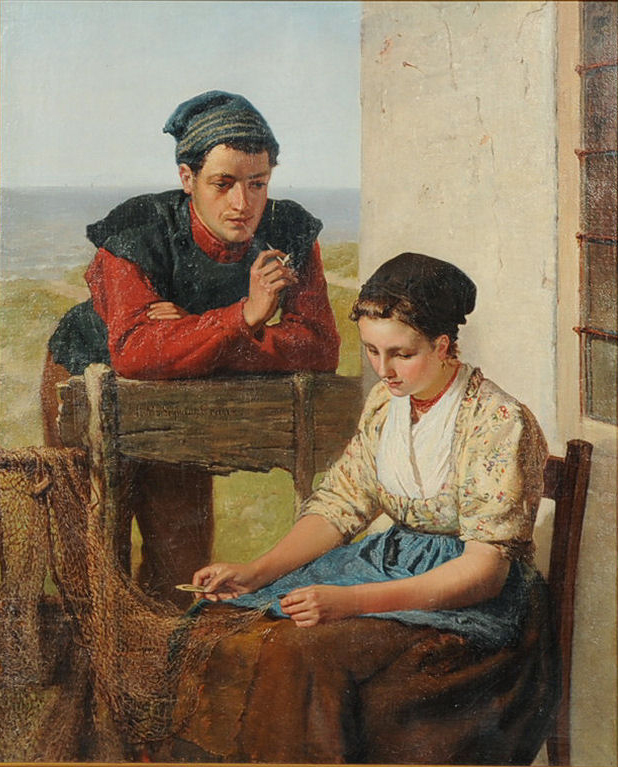
Jonge visser in gesprek met vrouw die een vissersnet herstelt
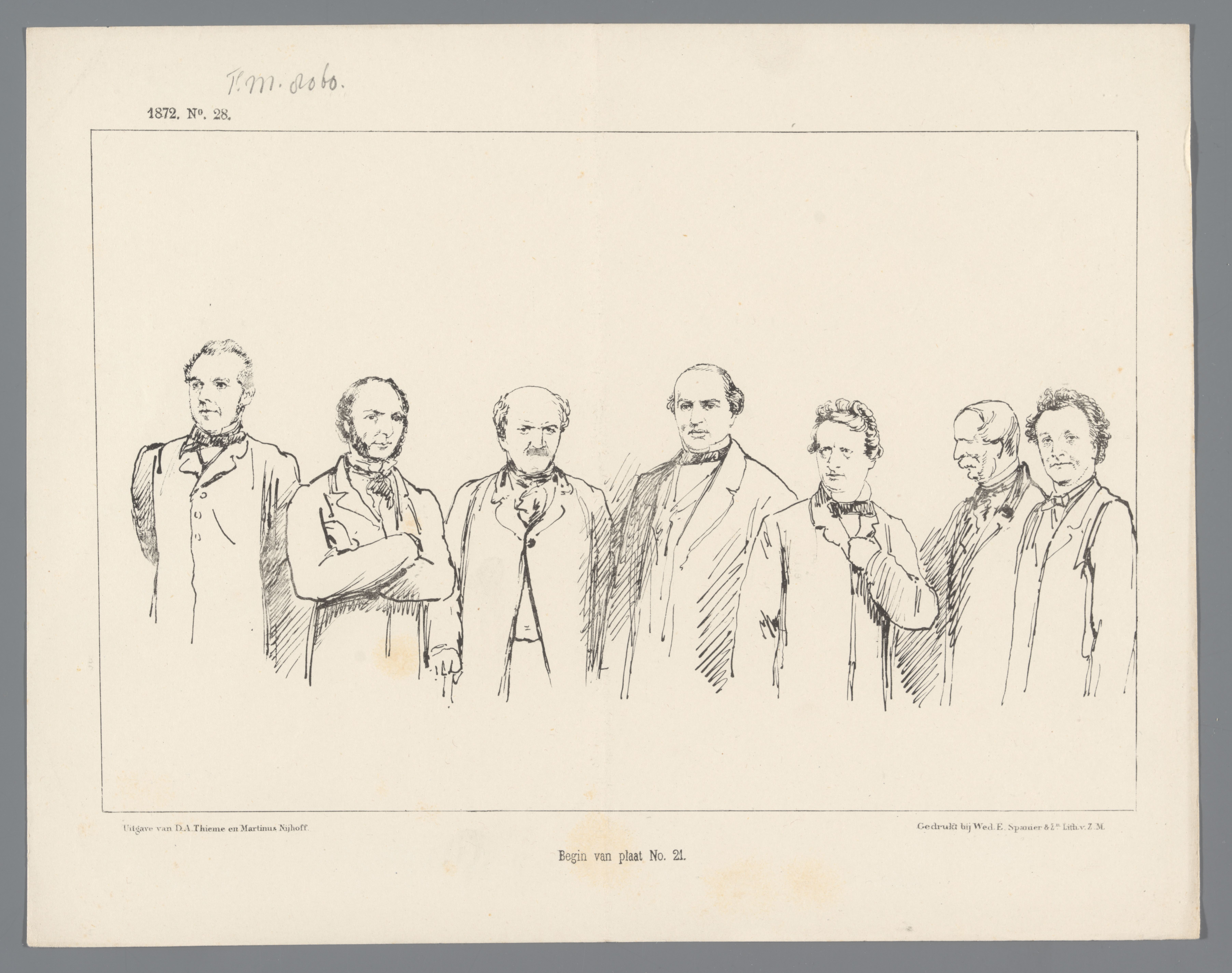
Spotprent met de bovenlichamen van de zeven nieuwe ministers: Geertsema, Brocx, Van Limburg Stirum, Fransen van de Putte, De Vries Azn., Gericke en Van Delden (1872)
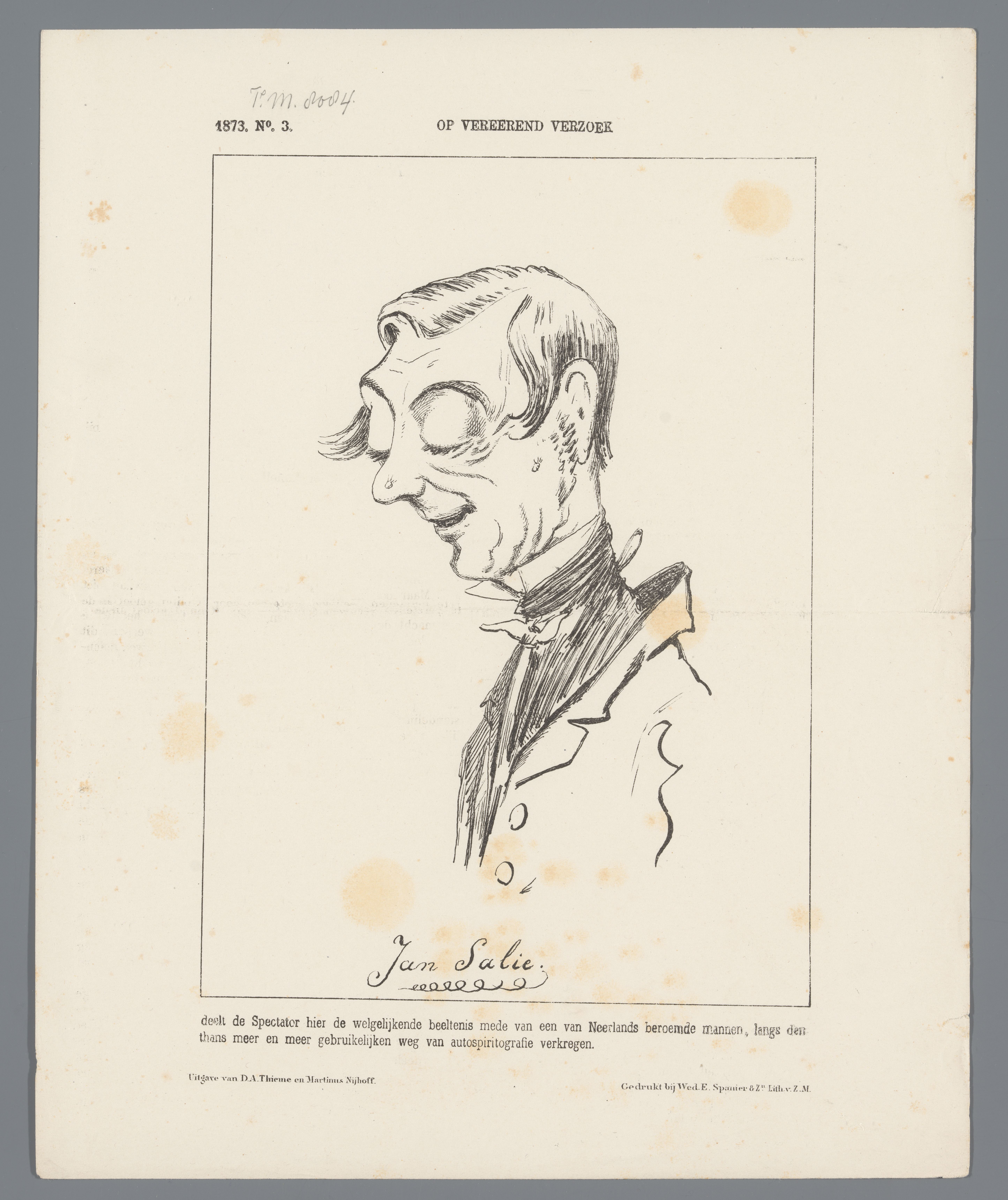
Spotprent met gefingeerd portret van Jan Salie (1873)
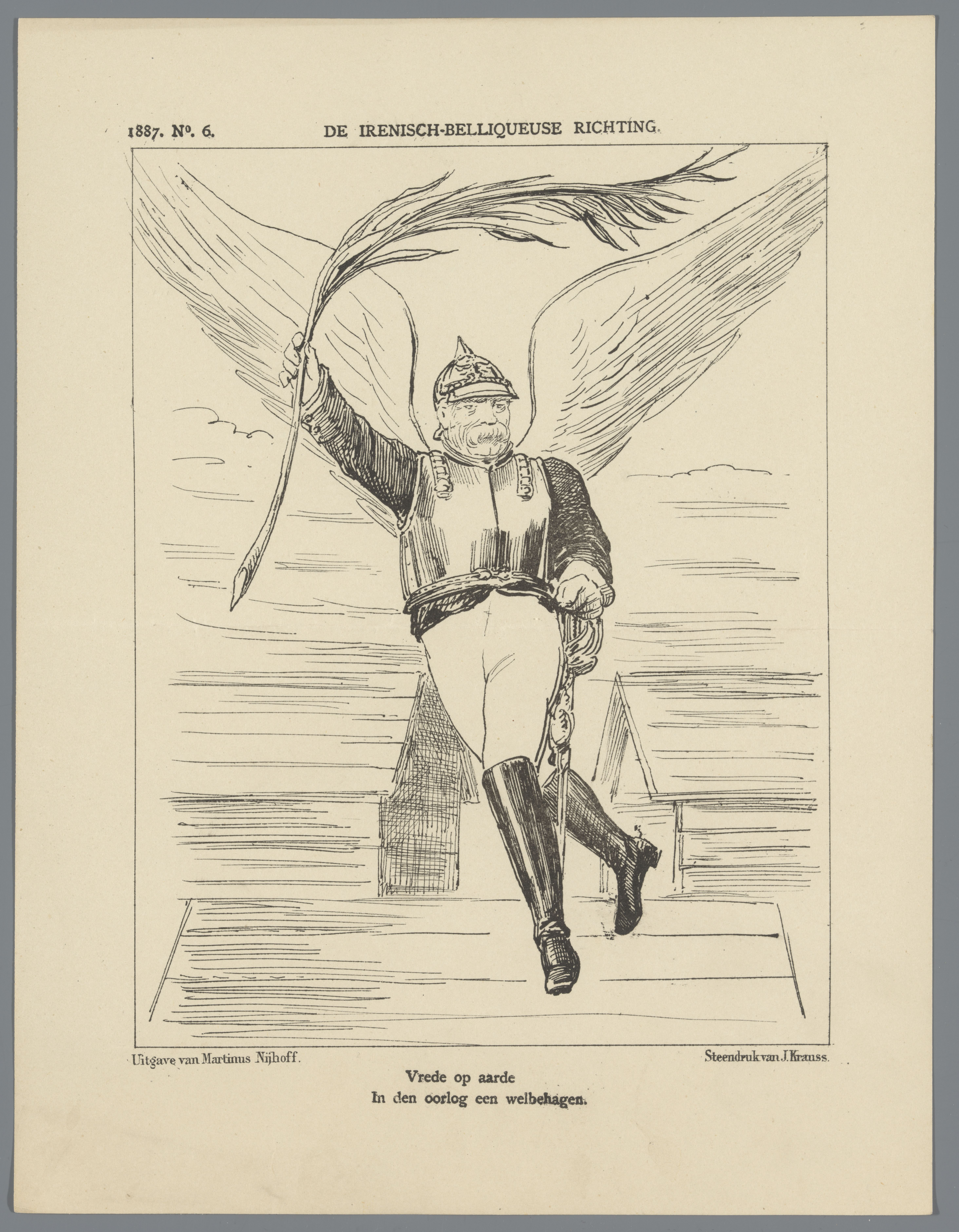
Spotprent met Otto von Bismarck als een engel met een palmtak (1887)
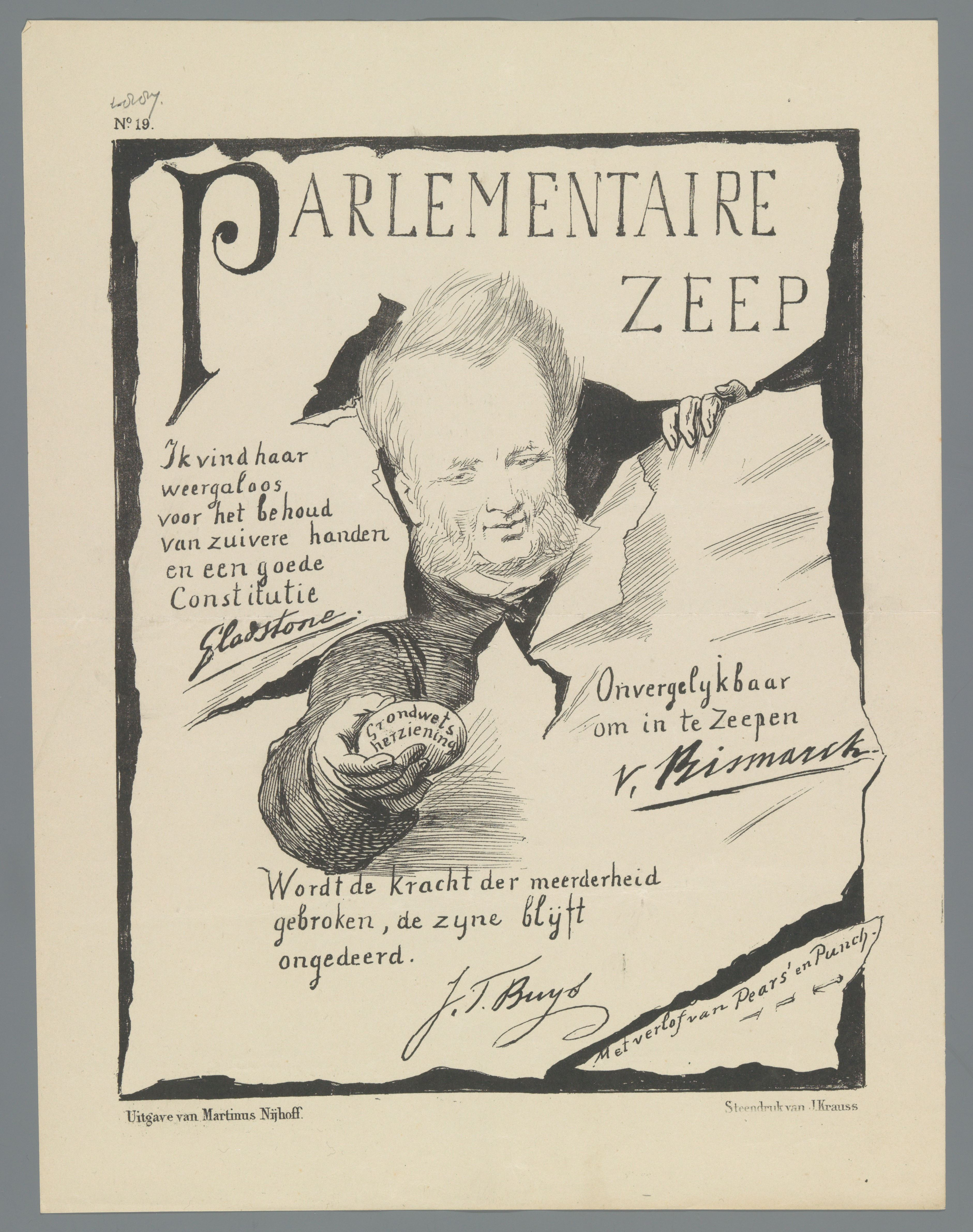
Spotprent met Jan Heemskerk Azn.  in een advertentie voor zeep (1887)

- Biografisch Portaal: 05012928
- Digitale Bibliotheek voor de Nederlandse Letteren: schm004
- International Standard Name Identifier: 0000 0000 6964 207X
- Nederlandse Thesaurus van Auteursnamen: 087301776
- RKD-Nederlands Instituut voor Kunstgeschiedenis: 90089
- Union List of Artist Names: 500045233
- Virtual International Authority File: 95978827
- WorldCat: E39PBJjdjxm8QMtg69pVrdPvpP